# Lodewijk Meyer
Lodewijk Meyer, parfois aussi Lodewijk Meijer (Amsterdam, 1629 - Amsterdam, 1681) est un médecin, latiniste, traducteur, lexicographe, dramaturge, ainsi qu'une Lumière et un membre éminent du cercle autour du philosophe Spinoza.
Il a publié un ouvrage anonyme Philosophia S. Scripturae interpres (1674, litt. La philosophie explique la Bible) qui a été initialement attribué à Spinoza et suscité un grand émoi parmi les prédicateurs et les théologiens, arguant que la Bible y avait des lacunes dans de nombres parties et que la philosophie était le seul critère d'interprétation des passages difficiles. Son ouvrage ainsi que Traité théologico-politique de Spinoza sont censurés.

## Biographie

### Jeunesse et formation
Lodewijk Meyer est issu de la bourgeoisie aisée et a vécu sur le quai à bière (nl) d'Amsterdam. Après l'école latine, il fréquente l'Athenaeum Illustre. Dans les années 1654-1660, il étudie à l'université de Leyde, où il obtient son doctorat en philosophie et en médecine.

### Meyer et la philosophie

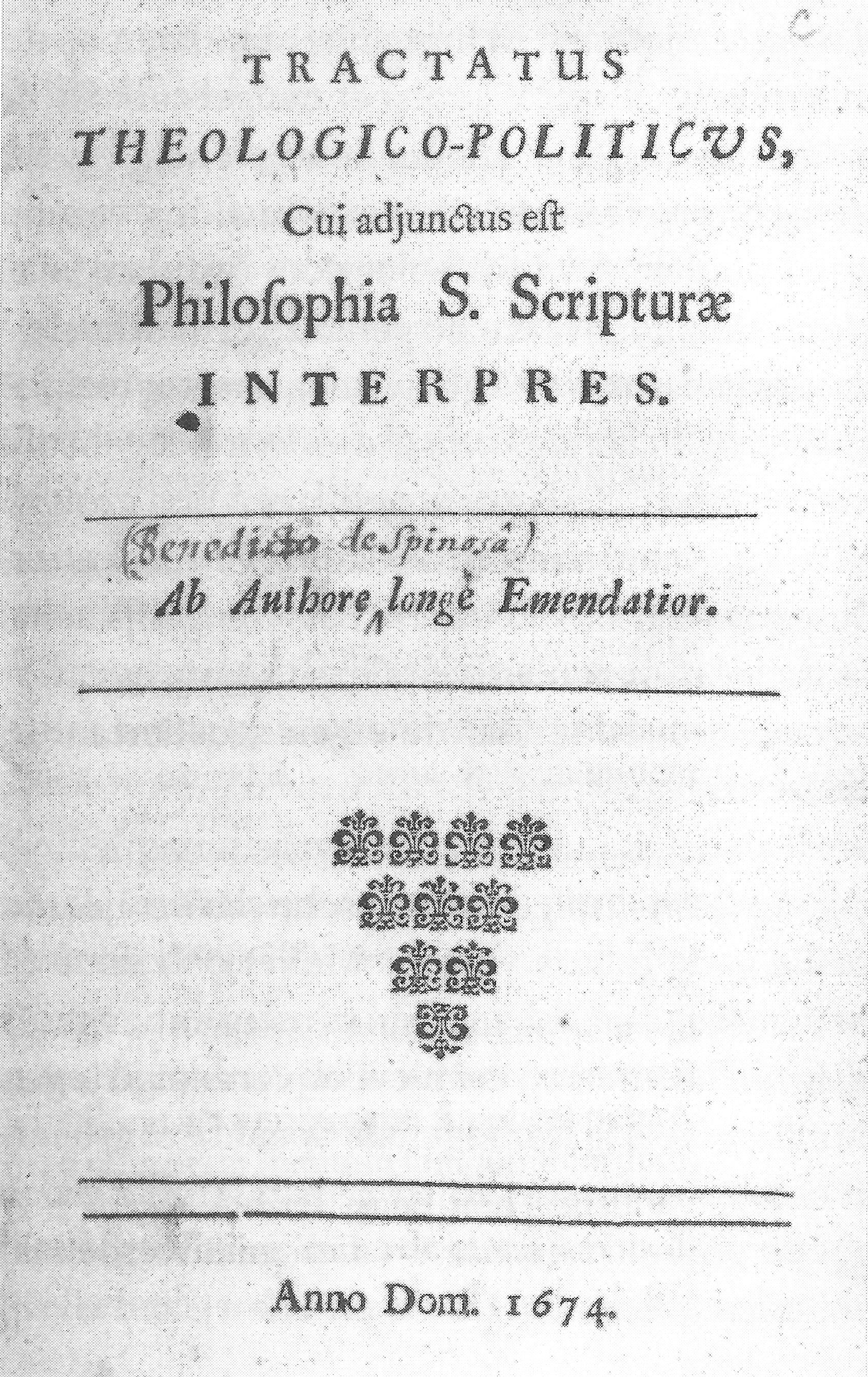
Page de titre de Philosophia S. Scripturæ interpres (1674).

Meyer est initialement un adepte de la philosophie de Descartes et évolue dans les cercles des Collégiens, Adriaen Koerbagh et Franciscus van den Enden et le scientifique allemand Henry Oldenburg. En 1666, il publie anonymement l'ouvrage Filosofie de uitlegger van de H. Schrift (litt. La philosophie, interprète de l'Écriture), dans lequel la « connaissance naturelle » acquise par la recherche philosophique est placée au-dessus de la « connaissance révélatrice » de la Bible. Le livre et la traduction latine préparée par Meyer lui-même, Philosophia S. Scripturæ interpres, ont fait l'objet de débats houleux dans l'Europe religieuse et intellectuelle. Sur l'insistance de l'Église et des universités, la publication en 1674 en même temps que l'œuvre de Spinoza, Traité théologico-politique et du Léviathan de Thomas Hobbes, œuvre qui avait déjà été publiée à Amsterdam en 1667, est interdite par la Cour de Hollande (nl). Nicolas Sténon, qui s'est entre-temps converti au catholicisme, n'est pas surpris de la confusion qui s'installe parmi les protestants, et Leibniz, lors de sa visite à Amsterdam en 1676, insiste pour faire la connaissance de Lodewijk Meyer.

### Meyer et le théâtre
En 1658, Meyer adapte Le Menteur de Corneille en De looghenaar. Il est directeur du Théâtre de Van Campen sur le Keizersgracht de 1665 à 1669. Son Ghulde Vlies aurait été joué en 1667, en présence de Cosme III de Médicis dans une salle que le théâtre rénovée à l'italienne. Après que Meyer a été expulsé de la direction du théâtre, il cofonde la compagnie littéraire Nil Volentibus Arduum en 1669 avec Andries Pels. Cette compagnie interprète de nouveau un certain nombre d'œuvres de Pieter Corneliszoon Hooft au lieu du répertoire espagnol « irrégulier ». Il joue aussi une version « moderne » du Gijsbrecht van Aemstel (nl), dans lequel toutes les prières et les passages interminables ont été supprimés du texte.
La société essaie d'avoir le même rôle et la même influence en Hollande que l'Académie française en France. L'objectif est d'élever et d'épurer la langue et l'art sur la base de règles fixes sur la grammaire, la poésie et le théâtre. Après que le bâtiment est fermé pendant cinq ans depuis l'Année Catastrophe, Meyer loue le théâtre en 1677 et en devient l'un des directeurs. Meyer travaille avec Joan Pluimer (nl) et Johannes Bouwmeester. Lorsqu'un scandale mène à leur mort au bout de trois ans à l'instigation d'Hermannus Amya (nl), il est remplacé par Govert Bidloo. Ce dernier est chargé d'écrire un opéra pour attirer de nouveaux publics.

## Publications
Œuvres principales :

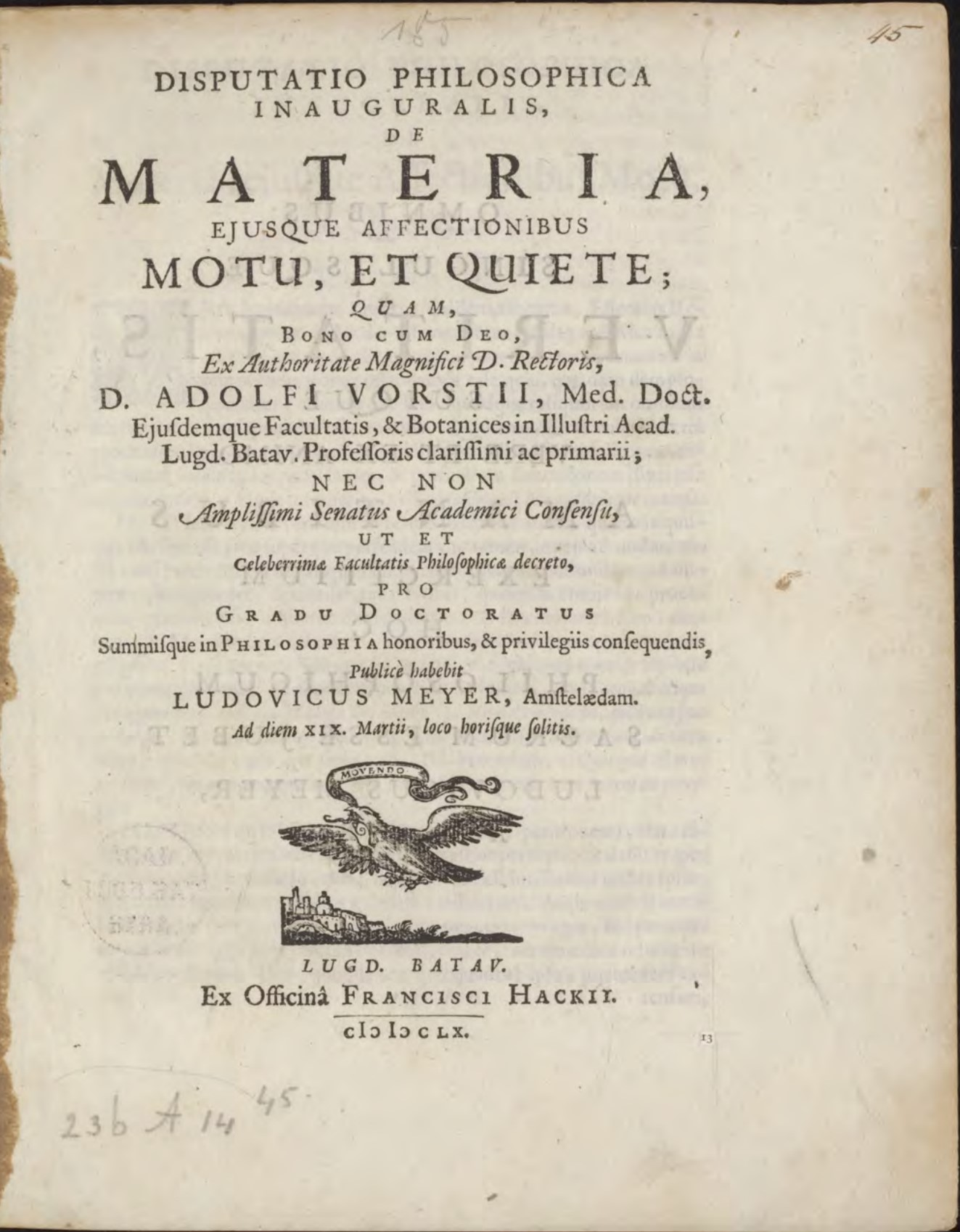
Page de titre de De materia, ejusque affectionibus motu, et quiete (1660).

- (la) De materia, ejusque affectionibus motu, et quiete (thèse de Meyer à l'université de Leyde, 1660)[b].
- (nl) (avec Baruch Spinoza et Pieter Balling (nl), et un avant-propos de Lodewijk Meyer) Renatus Des Cartes Beginzelen der wysbegeerte, I en II deel, na de meetkonstige wijze beweezen door Benedictus de Spinoza ... : mitsgaders des zelfs overnatuurkundige gedachten, in welke de zwaarste geschillen ..., kortelijk werden verklaart (Amsterdam, Jan Rieuwertsz. boekverk. in de Dirk van Assensteegh, in 't Martelaars-boek, 1664).
- (la) (sous le pseudonyme Lucii Antistii Constantis) De jure ecclesiasticorum, Liber Singularis, Alethopolis (1665)[c]
- (la) (avec Baruch Spinoza) Philosophia S. Scripturæ interpres : exercitatio paradoxa, in quâ, veram philosophiam infallibilem S. Literas interpretandi normam esse, apodicticè demonstratur, & discrepantes ab hâc sententiæ expenduntur, ac refelluntur ... (Eleutheropoli [« ville libre » en grec], éditeur inconnu, 1666, 1674).(Traduction en français) Louis Meyer, La philosophie interprète de l'écriture sainte (présentation et traduction de Jacqueline Lagrée et Pierre-François Moreau, Paris, Intertextes, 1988).
- (nl) L. Meijers Ghulde vlies : treurspel (Amsterdam, Jacob Lescailje, 1668).
- (nl) L. Meijers woordenschat, : in drie deelen ghescheiden, van welke het I. bastaardtwoorden, II. konstwoorden, III. verouderde woorden beghrijpt (Amsterdam, veuve de Jan Hendriksz. Boom, 1669).
- (nl) (Traduction d'après Antoine Le Métel d'Ouville) Het spookend weeuwtje, blyspél (Amsterdam, Albert Magnus, 1677).
- (nl) (Traduction d'après Jean Racine) Andromaché. Treurspel (Amsterdam, Izaak Duim, bezuiden het Stadhuis, 1678).